# Ornontowice (gmina)
Ornontowice (niem. Ornontowitz) – gmina wiejska w Polsce położona w środkowo-południowej części województwa śląskiego, w powiecie mikołowskim. W latach 1975–1998 gmina administracyjnie należała do województwa katowickiego.
Gminę utworzono 2 kwietnia 1991 r. na podstawie rozporządzenia Rady Ministrów z dnia 22 grudnia 1990 r., wydzielając ją z gminy Gierałtowice. Siedzibą gminy są Ornontowice.
Według danych z 30 czerwca 2004 r. gminę zamieszkiwało 5530 osób.
Gmina ma charakter rolniczo-górniczy, jej głównym zakładem jest leżąca w zachodniej części kopalnia Budryk.

## Historia
Gminę Ornontowice z siedzibą władz w Ornontowicach utworzono 1 stycznia 1973. W skład gminy Ornontowice weszły 3 sołectwa: Bujaków, Dębieńsko i Ornontowice. 1 lutego 1977 gmina została zniesiona. Z części jej obszaru (sołectwa Bujaków i Ornontowice) oraz ze znoszonej gminy Przyszowice utworzono nową gminę Gierałtowice, natomiast sołectwo Dębieńsko przyłączono do Leszczyn.
Gminę Ornontowice, składającą się już z samych Ornontowic (wyłączonych z gminy Gierałtowice), reaktywowano 2 kwietnia 1991, natomiast Bujaków wyłączono z gminy Gierałtowice 30 grudnia 1994 i włączono nie do gminy Ornontowice lecz do Mikołowa.

## Struktura powierzchni
Według danych z roku 2002 gmina Ornontowice ma obszar 15,1 km², w tym:
- użytki rolne: 64%
- użytki leśne: 26%

Gmina stanowi 6,52% powierzchni powiatu.

## Demografia

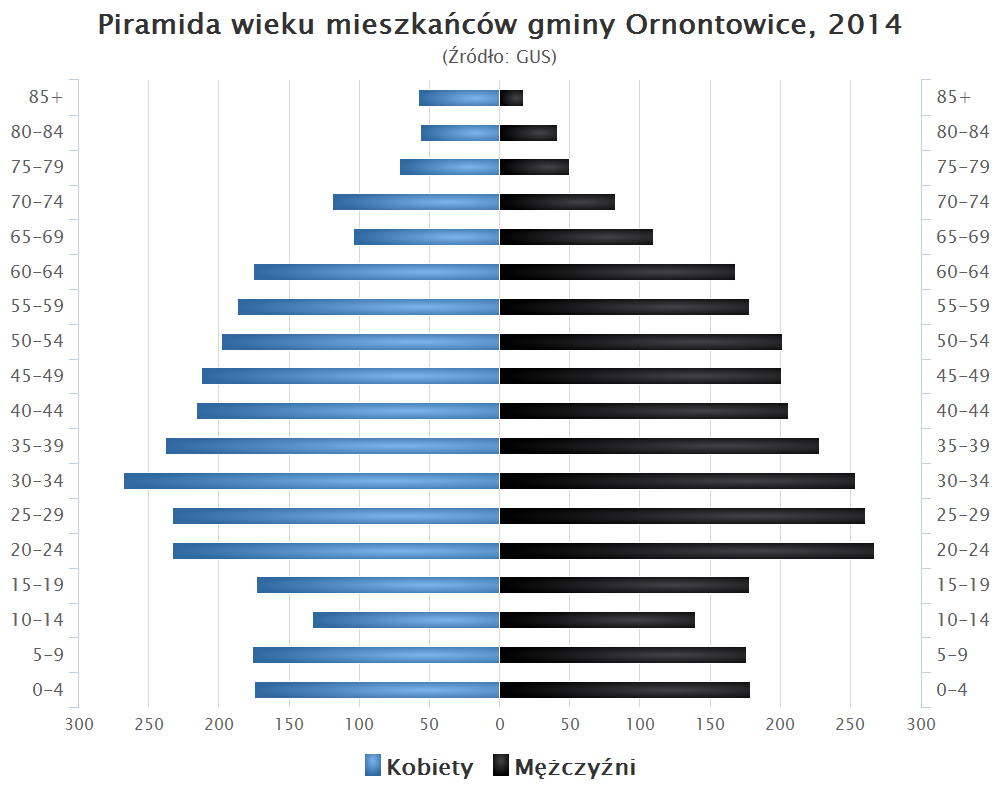
Piramida wieku mieszkańców gminy Ornontowice w 2014 roku

Dane z 30 czerwca 2004:
| Opis                              | Ogółem | Ogółem | Kobiety | Kobiety | Mężczyźni | Mężczyźni |
| --------------------------------- | ------ | ------ | ------- | ------- | --------- | --------- |
| jednostka                         | osób   | %      | osób    | %       | osób      | %         |
| populacja                         | 5530   | 100    | 2783    | 50,2    | 2747      | 49,8      |
| gęstość zaludnienia (mieszk./km²) | 366,2  | 366,2  | 184,3   | 184,3   | 181,9     | 181,9     |

## Sport
- Gwarek Ornontowice

## Sąsiednie gminy
Gmina Ornontowice graniczy od południa z miastem Orzesze, od północy z gminą Gierałtowice, od zachodu z miastem i gminą Czerwionka-Leszczyny, a od wschodu z miastem Mikołów.

## Miasta partnerskie
- Neuss